# Komagane

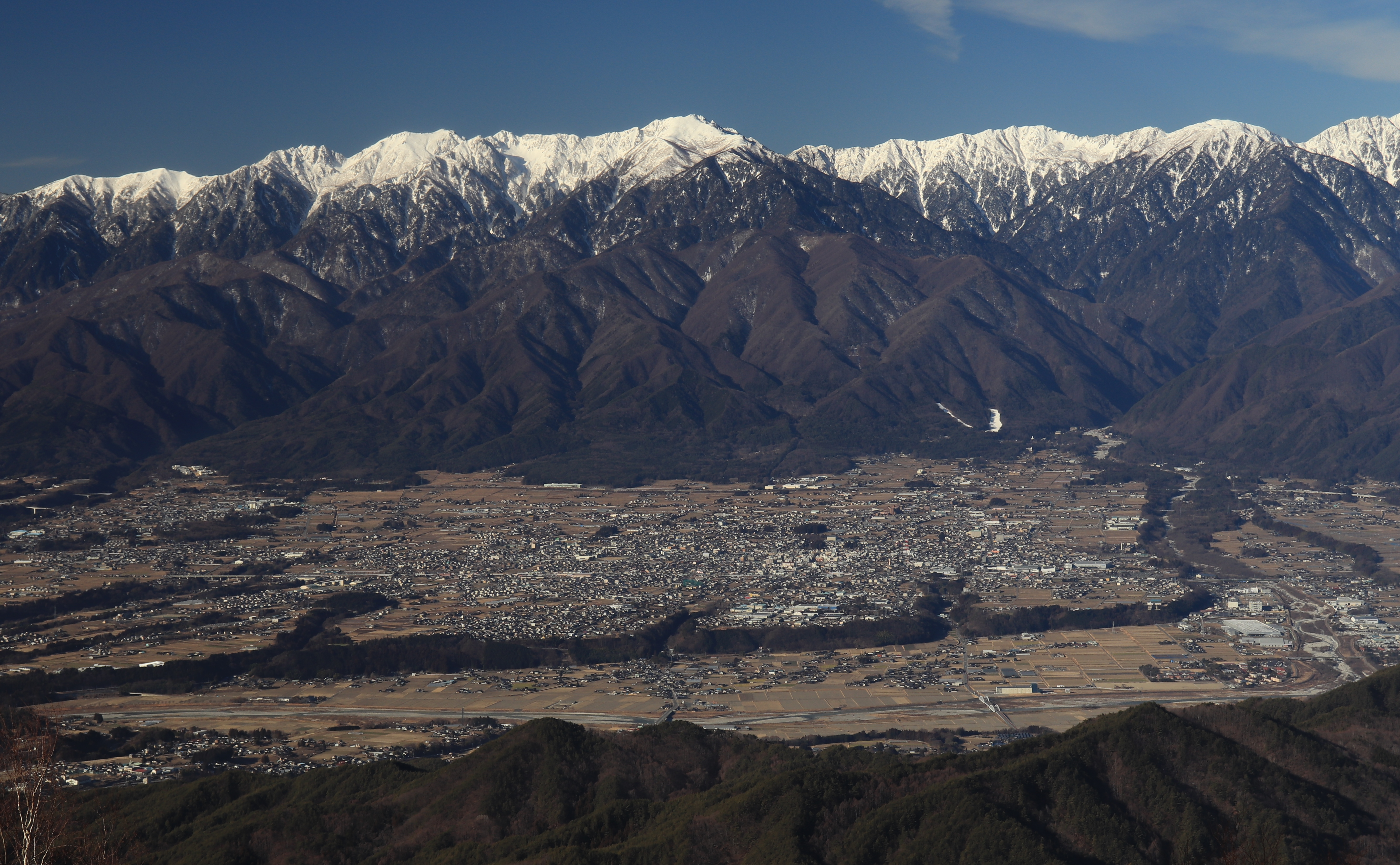
Komagane

Komagane (駒ヶ根市 Komagane-shi?) este un municipiu din Japonia, prefectura Nagano.